# Йоан X Каматир
Йоан Каматир пренасочва насам.  За архиепископа вижте Йоан Каматир (охридски архиепископ).
Йоан X Каматир (на гръцки: Ιωάννης Ι΄ Καματηρός) е патриарх на Константинопол от 1198 до 1206 година.
Йоан Каматир е член на знатната константинополска фамилия на Каматирите, към която принадлежи и императрица Ефросина – съпругата на император Алексий III Ангел. Изключително образована личност, Йоан Каматир е известен с познанията си в областта на античната литература, реторика и философия. Освен това се занимава активно и с астрология, за което свидетелстват две негови произведения за основните положения в астрологията. Каматир заема няколко висши църковни длъжности, издигайки се до позицията на патриаршески хартофилакс, какъвто е в навечерието на избирането си за патриарх.
В периода 1198 г. – 1200 г . Йоан X Каматир води активна кореспонденция с папа Инокентий III по въпроса за върховенството на папата и филиоквето. В писмата си Каматир оспорва претенциите на римския папа за върховенство над останалите църковни глави и поддържа тезата, че почетното си челно място в църковната йерархия римският папа дължи не на някаква власт, дадена му от свети Петър, а на факта, че Рим е бил първата столица на империята.
По време на метежа на Йоан Комнин Тлъсти от 31 юли 1201 г. патриарх Йоан X Каматир се скрива в един шкаф, когато метежниците нахлуват в „Света София“.
След превземането на Константинопол от Четвъртия кръстоносен поход през 1204 година той заминава за Димотика, заедно със сваления император Алексий III. Малко по-късно се среща с цар Калоян, с когото води преговори за установяването си в България. През 1206 година никейският император Теодор I Ласкарис го кани при него в Никея, но Йоан Каматир умира преди да успее да замине.